# パンガン島
座標: 北緯9度43分54.7秒 東経100度0分48.9秒 / 北緯9.731861度 東経100.013583度
パンガン島（パンガンとう、タイ語風に、コ・パンガン(เกาะพะงัน , Ko Pha Ngan)とも）はタイ、タイランド湾にある島の一つ。行政区分としては北に位置するタオ島を含みパンガン島郡である。

## 名称
パンガンの「パ」とは語調を整えるための接頭語、ンガンとは南タイ語で、「砂の柱」を意味する。

## 歴史
紀元前500-100年ごろ栄えたドンソン文化の痕跡がありそのころから人間の住んだ形跡があった。いずれにせよ、プロト・マレーであるシー・ジプシーたちが、最初にこの島に住み着いたと思われる。彼らの子孫のほとんどは現在ムスリムである。
アユタヤ王朝時代におおよそ、16世紀頃、シュリーヴィジャヤ様式の寺院が建てられ、仏教が伝道された。その後18世紀頃海南地方からの中国人が住み着き漁業や錫の発掘を行って生計を立てた。この錫の発掘は20世紀後半に入り廃れた。また、タイ族はココヤシを植え、中国人がそれを油にしてバンコク方面に送り出していた。
ラーマ5世（チュラーロンコーン）王の時代の記録によると300世帯が島で生計を立てていたとされる。また、ラーマ5世はこの地域に足を運んで休養に来ている。
パンガン島は1897年まではチャイヤー郡の管轄とされたが、以降、サムイ島郡の管轄とされた。1970年にはサムイ島郡から独立し、タオ島と併せて二つのタムボンすなわちタムボン・コパンガン、タムボン・バーンターイを持つパンガー島分郡（キンアムプー）が成立した。そして1977年分郡から郡（アムプー）へと昇格した。その後、1980年代ごろから、観光業が盛んになった。

## 地理
タイランド湾西部に位置する。島の中央は山地になっておりナムトック・ターンサデット海洋国立公園に指定されている。ラーマ5世が保養したターンサデット滝もここにある。

## 経済
観光産業や、農業、漁業が盛んである。農業は主にココヤシを生産している。

### 観光産業
南のサムイ島や、北のタオ島と共に海の観光地として知られる。島の中心には山があり、ナムトック・ターンサデット海洋国立公園が位置している。ラーマ5世が静養に何度も訪れたターンサデット滝などもここにある。島の人々の生活の中心地は西部のトーンサーラー。港はトーンサーラーとリン・ビーチの2箇所にあり、サムイ島、タオ島、本土のスラートターニー、ドーンサック郡などと結んでいる。

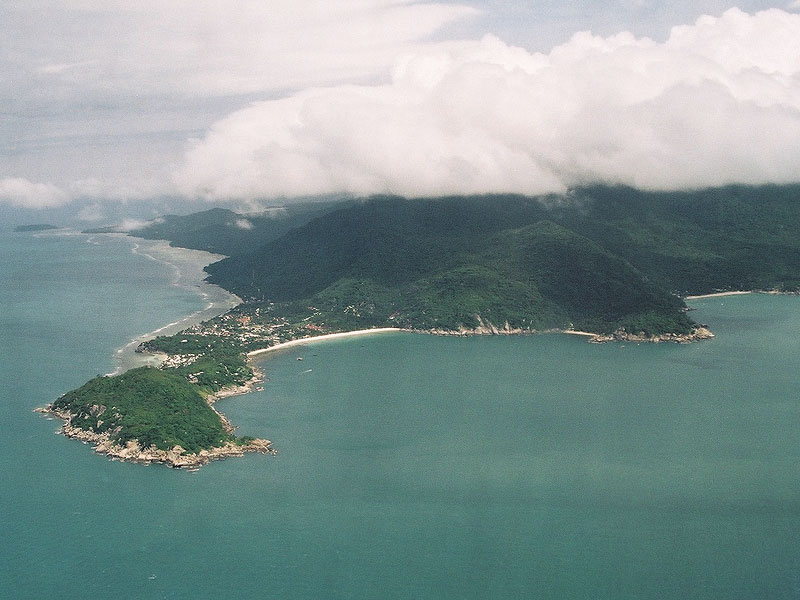
航空機から見たパンガン島

パンガン島は毎月満月の夜に、フルムーンパーティ（満月祭）でにぎわう。以前はバックパッカーの聖地とされていたが、2003年ごろからリゾートやレストランなどが増えはじめている。
フルムーンパーティ
フルムーンパーティの行われるのは、島の南端にあるリン・ビーチで、ビーチ沿いにオープンエアのクラブが立ち並び、毎日のようにファイヤーショーなどもみられる。プレイするDJには欧米人も多く、ハウスやトランス、サイトランス、R&Bなどジャンルはさまざま。フルムーンパーティには約2万人の観光客が集まるが、パーティのない日にもビーチは欧米から訪れる若者たちでにぎわっている。半月の日（フルムーンパーティの1週間前と後）にはハーフムーンパーティ、新月の日（フルムーンから2週間後）にはブラックムーンパーティが島の南西部のジャングルで行われている。ブラックライトや最新のUVアートなどが施され、普段は静かなジャングルがエキサイティングなパーティへと様変わりする。

## 行政区分
パンガン島郡は3つのタムボンに分かれる。
1. タムボン・コパガン・・・ตำบลเกาะพะงัน
2. タムボン・バーンターイ・・・ตำบลบ้านใต้
3. タムボン・コタオ・・・ตำบลเกาะเต่า